# ワリンガーRC
ワリンガー・ラグビークラブ（英: Warringah Rugby Club）は、オーストラリア・ニューサウスウェールズ州シドニー都市圏のワリーウッドを拠点とするラグビーユニオンチーム。シュートシールドに所属。

## 概要
1963年創設。
ニューサウスウェールズ州における最高峰リーグであるシュートシールドに所属。

## タイトル
2022年10月現在
- シュートシールド
  - 優勝 1回：2017

## 歴代所属選手
- ヒュー・パイル
- ウィクリフ・パールー
- パット・マッケイブ
- ペッカフォウ・カーワン（ オーストラリア代表）
- スコット・ファーディー
- 村田オスカロイド
- グレガー・タウンゼンド
- ダニー・シプリアーニ
- ヴィリアミ・レア